# 4286 Rubtsov
4286 Rubtsov è un asteroide della fascia principale. Scoperto nel 1988, presenta un'orbita caratterizzata da un semiasse maggiore pari a 2,9212833 UA e da un'eccentricità di 0,0758849, inclinata di 2,89996° rispetto all'eclittica.